# 2025年習近平訪問俄羅斯
2025年5月5日至10日，中華人民共和國領導人習近平對俄羅斯進行國事訪問，並出席在莫斯科舉行的2025年紅場閱兵。
習近平此行由中共中央政治局常委、中共中央書記處書記兼中央辦公廳主任蔡奇與中共中央政治局委員、中央外事工作委員會辦公室主任兼外交部長王毅陪同。

## 背景

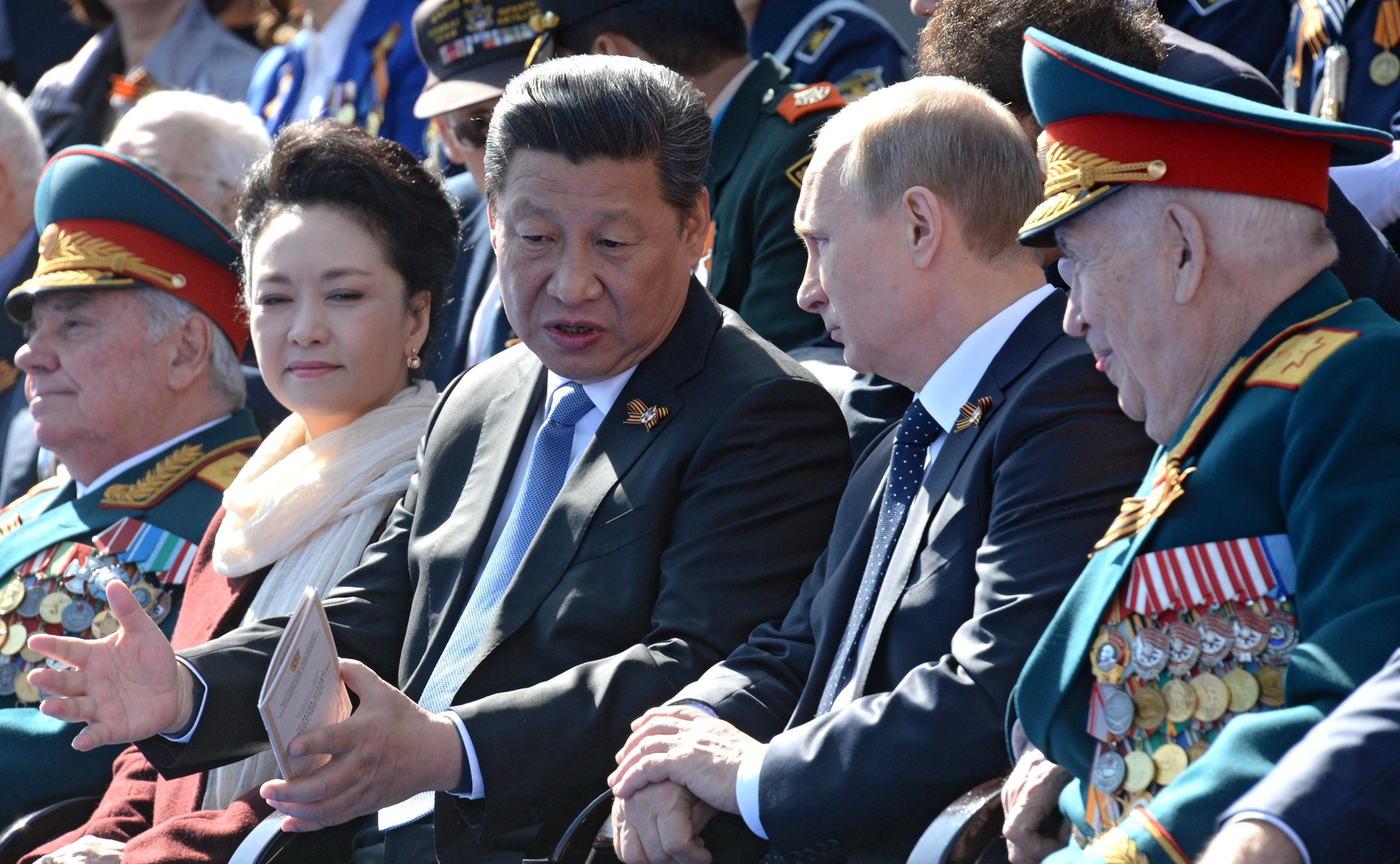
習近平與夫人彭麗媛曾於2015年出席紅場閱兵

習近平此行正值美國總統當勞·特朗普努力推動莫斯科與基輔展開談判，以解決俄烏戰爭，惟雙方互相指責對方導致談判陷入僵局。在與美國爆發貿易關稅爭端的同時，外界預期習近平將簽署多項協議，進一步鞏固中俄之間原已密切的戰略合作關係。長期以來，俄羅斯一直將中國視為最重要的貿易夥伴之一。
這是習近平繼2015年後，第二次出席俄羅斯於5月9日舉行的勝利日紀念活動。中方表示，希望與國際領袖及俄羅斯民眾攜手，共同悼念在全球反法西斯戰爭中犧牲的先烈，致力於推廣對第二次世界大戰歷史的正確理解，並一同發出強烈訊息，呼籲維護當代國際社會的公平與正義。

## 訪問

### 中俄会晤
2025年5月7日，習近平乘坐專機抵達俄羅斯，俄羅斯副總理塔季揚娜·戈利科娃及多名高層官員到場迎接。習近平在伏努科沃國際機場表示，將與俄羅斯總統弗拉基米爾·普京就兩國關係、務實合作，以及雙方共同關心的國際與地區重大議題深入交流，致力推動中俄新時代全面戰略協作夥伴關係更上一層樓。

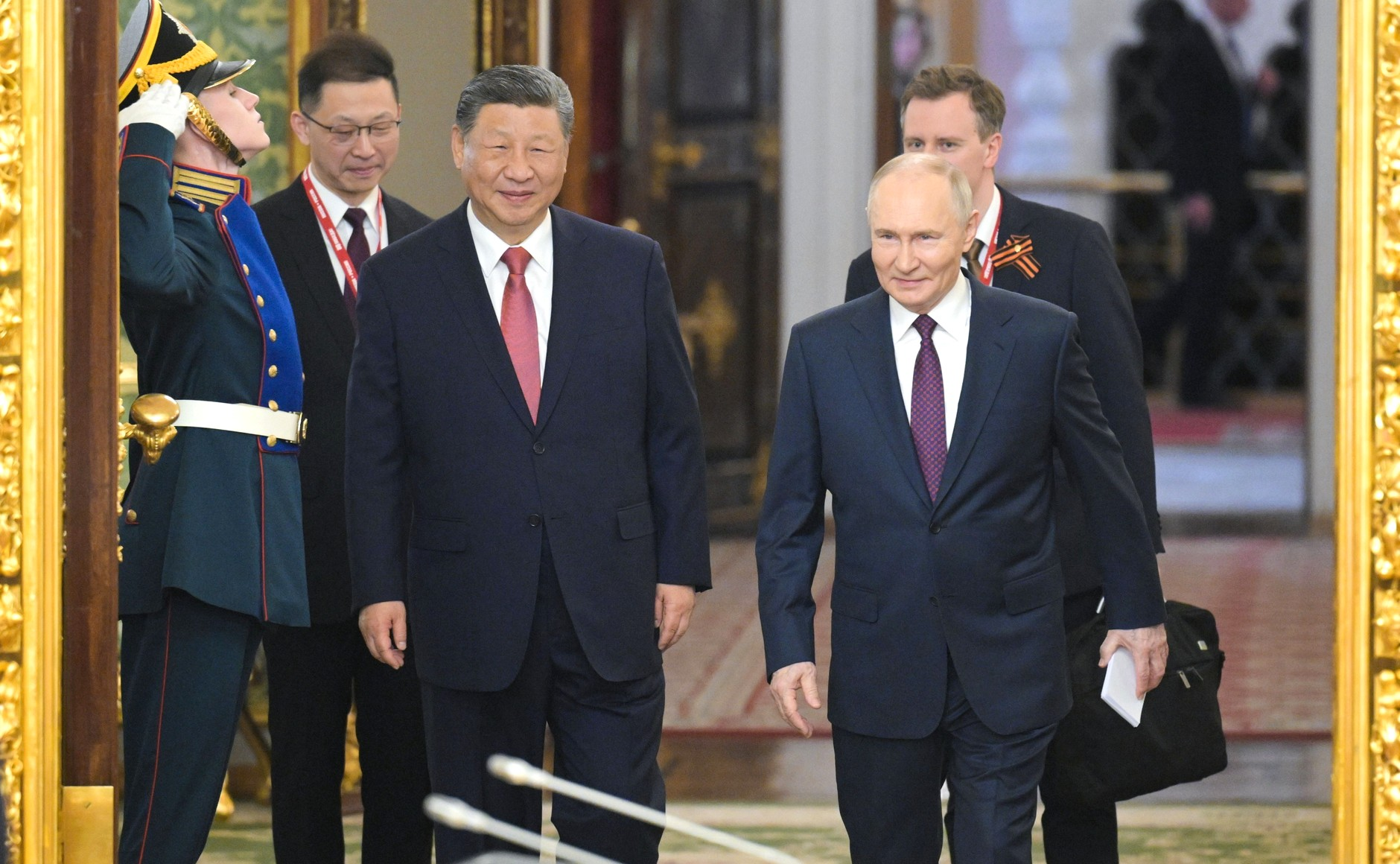
5月8日，習近平與普京在莫斯科克里姆林宮舉行高層會談

5月8日上午，習近平與普京在莫斯科克里姆林宮舉行高層會談。雙方就中俄關係及重大國際、地區議題展開全面磋商，並達成一致，將堅定推動戰略協作，促使雙邊關係持續穩定發展，邁向更健康、更高質量的層次。兩國領導人亦承諾共同維護對第二次世界大戰歷史的正確認知，捍衛聯合國的權威與國際地位，並致力維護全球公平與正義。
會後，雙方簽署《中華人民共和國和俄羅斯聯邦在紀念中國人民抗日戰爭、蘇聯衛國戰爭勝利及聯合國成立80周年之際進一步深化新時代全面戰略協作夥伴關係的聯合聲明》。
兩國領導人亦見證逾20項雙邊合作協議的簽署，涵蓋全球戰略穩定、國際法實施、生物安全、投資保障、數碼經濟、檢疫及電影製作等範疇。隨後，習近平與普京共同會見記者。

### 2025年红场阅兵

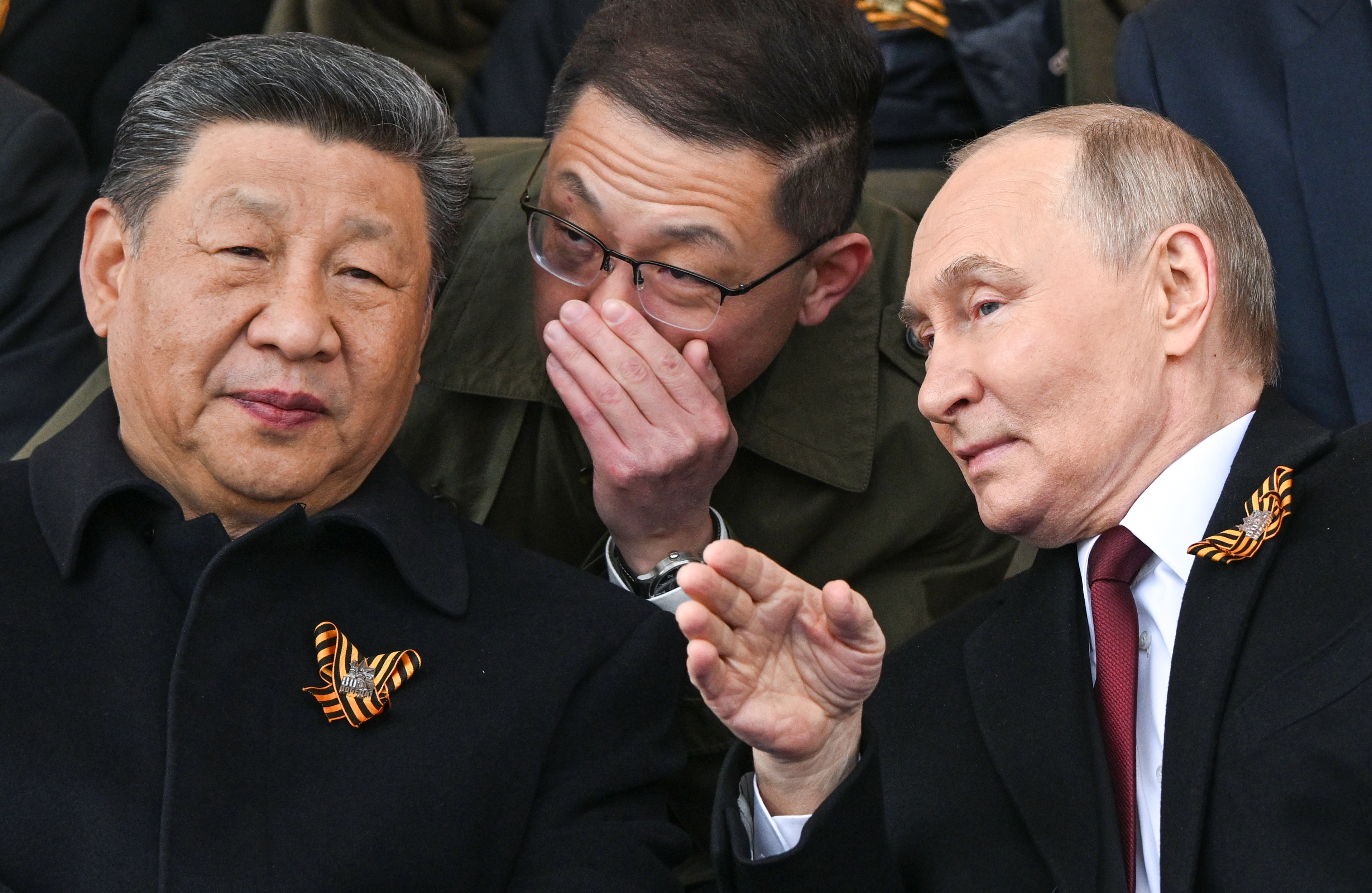
习近平与普京共同观看2025年红场阅兵

5月9日，习近平出席2025年红场阅兵。包括中国在内的十多个国家的军队也应邀参加阅兵式。仪式结束后，习近平与各国领导人从红场前往亚历山大公园，向无名烈士墓敬献花圈。中午，习近平出席了普京总统为纪念苏联卫国战争胜利80周年举行的宴会。
习近平还会见了塞尔维亚总统亚历山大·武契奇、缅甸总统敏昂莱、古巴共产党第一书记米格尔·迪亚斯-卡内尔、斯洛伐克总理罗伯特·菲佐、委内瑞拉总统尼古拉斯·马杜罗。
5月10日晚，习近平结束对俄罗斯的国事访问回到北京。中共中央政治局常委兼中央办公厅主任蔡奇、中共中央政治局委员兼外交部长王毅等陪同人员同机回国。